# 鄧偉傑
鄧偉傑（Desmond Wai-Kit Tang, 1968年9月14日—）是香港資深戲劇藝術工作者，曾導演及主演多個劇場作品。

## 履歷
鄧偉傑先後畢業於香港演藝學院戲劇學院（1989年．演技．高級文憑）、（1993年．演技．專業文憑）、（1996年．演技．藝術學士），法國巴黎馬塞．馬素國際默劇學校（1989-1992），英國 Middlesex University（2002年．導演．藝術碩士），更在 Jacque Lecoq 學校修讀了 L.E.M 大師班（1995年）。
就讀香港演藝學院期間曾獲得鍾溥獎學金，成龍獎學金。
- 1990 - 1992 年法國廸士尼樂園 Cast Member
- 1992 - 1998 年任教於香港演藝學院戲劇學院
- 1994年，成立「同流工作坊」
- 1998 - 2002 年參加英國 Perpetual Motion Theatre Company 作世界巡迴演出
- 2000 - 2006 年，分別成為韓國 Rootone 及 JT Culture 合約藝術家
- 2007 - 今天  回港發展，「同流」藝術總監

## 香港導演作品
- 野豬（同流・14年）
- 許三觀賣血記（同流・13年）
- 2009室的細路（中英劇團．09年）
- 笑之大學（糊塗戲班．09年）
- 不眠優伶（Kearenpang Production．08年）
- 園．藝（香港展能藝術協會．08年）
- 權．慾　樂與怒（香港演藝學院．07年）
- 窺心事（焦緩實驗劇團．07年）
- 爆谷殺人狂（糊塗戲班．07年）
- 陰道獨白（焦緩實驗劇團．07年）
- 不期而遇的男人（同流．香港藝術節委約．06年）
- Roberto Zucco（香港演藝學院．05年）
- 瘋狂夜宴攪偷情（香港戲劇協會）
- 莫扎特之死（香港戲劇協會）

## 香港參演作品
- 全個世界都有電話 飾演 Ana之丈夫（2023年）
- 山羊（同流．2011年）
- 笑之大學（糊塗戲班．2009年）
- 聖荷西謀殺案（香港藝術節．2009年）
- 男磨坊（英皇娛樂．2008年）
- 非禽走獸（糊塗戲班．2008年）
- 對決（致群劇社．2007年）
- 人啊！人（致群劇社．2007年）
- 誘心人﹣重演（焦緩實驗劇團．2006年）
- 脫色（同流．2005年）
- 誘心人（焦緩實驗劇團．2005年）
- 武松打蚊（新域劇團．2001年）

## 日本導演作品
- The Keystone of Pacific （Okinawa Culture Centre．02年）

## 韓國導演作品
- The Woman in Black（Papa Production．07年）
- The Kingdom of Wind （National Musical Company of Seoul．Combat Choreographer．07年）
- Time Flies（WAIKIT Production．06年）
- Rocky Horror Show（Geanu Production．05年）
- The Vagina Monologues（Geanu Production．03年）

## 韓國參演作品
- 胎（LeeGina Production．00年）
- Rocky Horror Show （Geanu Production．01年）